# Ахмаров, Ибрагим Валиуллович
Ибраги́м Валиу́ллович Ахма́ров (18 апреля 1912 года, д. Кестым Глазовского уезда Вятской губернии — 1987 год) — советский педагог, астроном-любитель, один из первооткрывателей кометы Юрлова — Ахмарова — Хасселя (международное название C/1939 H1 Jurlof-Achmarof-Hassel).

## Биография
Родился в деревне (ауле) Кестым (в настоящее время — в Балезинском районе Удмуртской Республики). Татарин. Происходил из семьи мельников. Имеются данные, что от рождения Ахмаров носил фамилию Касимов, однако сменил её при поступлении на учёбу в техникум, чтобы избежать ассоциаций со своими родственниками-однофамильцами, некоторые из которых были репрессированы.
С 1928 года И. В. Ахмаров начал участвовать в мероприятиях по ликвидации безграмотности среди местного населения, в 1931 году стал учителем начальной школы. В 1931—1934 гг. обучался в Глазовском педагогическом техникуме и одновременно на двухгодичных курсах на право преподавания в средней школе. Окончив обучение, работал в Палагайской средней школе, а с 1937 года трудился учителем физики и математики в Кестымской средней школе.
В годы Великой Отечественной войны И. В. Ахмаров некоторое время был директором Кестымской школы, позже был призван в Красную армию и направлен на обучение в танковую школу, по окончании которой служил под Москвой, а затем в качестве преподавателя физики и математики откомандирован в Пермское артиллерийское училище.
Вернувшись в 1946 году в родной Кестым, И. В. Ахмаров снова стал преподавать физику и математику в местной школе, проработав там до 1972 года. Помимо основной работы, педагог вёл также школьный кружок по астрономии.
В 1953 году окончил Глазовский учительский институт (ныне — Глазовский государственный педагогический институт имени В. Г. Короленко).
В конце жизни переехал в Глазов.
По воспоминаниям современников и учеников, И. В. Ахмаров был талантливым и увлечённым своим делом педагогом, хорошим оратором, немалое внимание он уделял нравственному воспитанию своих учеников. При этом, по свидетельству вдовы И. В. Ахмарова, педагог всю жизнь втайне оставался верующим мусульманином, читал Коран, будучи одновременно борцом со всевозможными суевериями; в Коммунистическую партию он так и не вступил.
Избирался депутатом Кестымского сельского Совета.
Личная библиотека И. В. Ахмарова, содержащая, в основном, справочную литературу по астрономии, передана его наследниками в Глазовский краеведческий музей, где хранится и сейчас.

## Открытие кометы
В ночь с 14 на 15 апреля 1939 года И. В. Ахмаров, наблюдая за звёздным небом, заметил ранее неизвестную комету. О своём открытии он незамедлительно сообщил в Пулковскую обсерваторию. Независимо от него, данную комету в это же время обнаружил другой советский астроном-любитель — Семён Никитьевич Юрлов, заведующий метеостанцией в городе Воткинске, однако сообщение Ахмарова в Пулковскую обсерваторию поступило немного раньше сообщения Юрлова. Третьим, заметившим комету, стал канадский астроном Льюис В. Смит (Lewis V. Smith) из городка Седжвик в провинции Альберта, четвёртым — астроном из Норвегии Олаф Хассель.
Несмотря на то, что Хассель первым сообщил о своём открытии в Центральное бюро астрономических телеграмм Международного астрономического союза через Копенгагенскую обсерваторию, а сообщение из Пулковской обсерватории об открытии Ахмарова и Юрлова пришло туда несколько позже, приоритет в открытии был отдан Юрлову и Ахмарову, как наблюдавшим комету ранее Хасселя, ввиду чего комета получила международное наименование Jurlof-Achmarof-Hassel Comet. Считается, что это был первый случай использования в названии кометы имён советских астрономов-любителей. Что касается Смита, то он, хотя и заметил комету ранее Хасселя, но позже Ахмарова и Юрлова, но сообщил об этом обычной почтой профессору Дж. В. Кэмпбеллу (J. W. Campbell) из Альбертского университета, тот же, в свою очередь, также обычной почтой известил об открытии Гарвардскую обсерваторию. В итоге, сообщение об открытии Смита поступило в Центральное бюро с большим опозданием, а потому в названии кометы имя этого первооткрывателя не отразилось, тем более, по существующим правилам, в наименованиях комет не должно использоваться более трёх личных имён их первооткрывателей. Тем не менее, Тихоокеанское астрономическое общество решило присудить Кометную медаль Донохью (The Donohoe Comet Medal) всем четверым: медаль за № 169 получил С. Н. Юрлов, № 170 — И. В. Ахмаров, № 171 — Льюис В. Смит, № 172 — Олаф Хассель.

## Признание, память
И. В. Ахмарову было присвоено почётное звание «Заслуженный учитель школы Удмуртской АССР». Помимо Кометной медали Донохью, полученной им за его открытие, он был награждён также рядом медалей СССР.
В настоящее время на здании Кестымской средней школы, где долгое время работал И. В. Ахмаров, установлена мемориальная доска в его честь.